# Calicnemia erythromelas
Calicnemia erythromelas är en trollsländeart som först beskrevs av Selys 1891.  Calicnemia erythromelas ingår i släktet Calicnemia och familjen flodflicksländor. IUCN kategoriserar arten globalt som livskraftig. Inga underarter finns listade i Catalogue of Life.